# Kanton Fauville-en-Caux
Der Kanton Fauville-en-Caux war bis 2015 ein französischer Kanton im Arrondissement Le Havre, im Département Seine-Maritime und in der Region Haute-Normandie; sein Hauptort war Fauville-en-Caux. Vertreter im Generalrat des Départements war zuletzt von 1992 bis 2015 Jean-François Mayer (DVG). 	
Der Kanton Fauville-en-Caux war 111,28 km² groß und hatte 8.529 Einwohner (2006), was einer Bevölkerungsdichte von 77 Einwohnern pro km² entsprach. Er lag im Mittel auf 129 Meter über dem Meeresspiegel, zwischen 70 m in Cliponville und 153 m in Alvimare.

## Gemeinden
Der Kanton bestand aus 18 Gemeinden:
| Gemeinde                       | Einwohner Jahr | Fläche km² | Bevölkerungsdichte | Code INSEE | Postleitzahl |
| ------------------------------ | -------------- | ---------- | ------------------ | ---------- | ------------ |
| Alvimare                       | 615 (2013)     | –          | – Einw./km²        | 76002      | 76640        |
| Auzouville-Auberbosc           | 303 (2013)     | –          | – Einw./km²        | 76044      | 76640        |
| Bennetot                       | 182 (2013)     | –          | – Einw./km²        | 76078      | 76640        |
| Bermonville                    | 490 (2013)     | –          | – Einw./km²        | 76080      | 76640        |
| Cléville                       | 161 (2013)     | –          | – Einw./km²        | 76181      | 76640        |
| Cliponville                    | 277 (2013)     | –          | – Einw./km²        | 76182      | 76640        |
| Envronville                    | 328 (2013)     | –          | – Einw./km²        | 76236      | 76640        |
| Fauville-en-Caux               | 2.198 (2013)   | –          | – Einw./km²        | 76258      | 76640        |
| Foucart                        | 358 (2013)     | –          | – Einw./km²        | 76279      | 76640        |
| Hattenville                    | 693 (2013)     | –          | – Einw./km²        | 76342      | 76640        |
| Hautot-le-Vatois               | 313 (2013)     | –          | – Einw./km²        | 76347      | 76190        |
| Normanville                    | 670 (2013)     | –          | – Einw./km²        | 76470      | 76640        |
| Ricarville                     | 326 (2013)     | –          | – Einw./km²        | 76525      | 76640        |
| Rocquefort                     | 311 (2013)     | –          | – Einw./km²        | 76531      | 76640        |
| Sainte-Marguerite-sur-Fauville | 277 (2013)     | –          | – Einw./km²        | 76607      | 76640        |
| Saint-Pierre-Lavis             | 242 (2013)     | –          | – Einw./km²        | 76639      | 76640        |
| Trémauville                    | 102 (2013)     | –          | – Einw./km²        | 76710      | 76640        |
| Yébleron                       | 1.387 (2013)   | –          | – Einw./km²        | 76751      | 76640        |

## Bevölkerungsentwicklung
| 1962  | 1968  | 1975  | 1982  | 1990  | 1999  | 2006  |
| ----- | ----- | ----- | ----- | ----- | ----- | ----- |
| 5.761 | 6.173 | 6.191 | 6.896 | 7.602 | 8.029 | 8.529 |